# Baker Street (Metropolitano de Londres)
Baker Street é uma estação do Metrô de Londres, localizada em King's Cross. A estação está tarifada na Travelcard zona 1 e é servida por cinco linhas. Em 2014, 32,18 milhões de passageiros usaram a estação.

## Localização
A estação está localizada na junção de Baker Street e Marylebone Road na cidade de Westminster. É uma das estações originais da Metropolitan Railway (MR), a primeira ferrovia subterrânea do mundo, inaugurada em 10 de janeiro de 1863. Nas linhas Circle e Hammersmith & City, fica entre Great Portland Street e Edgware Road. Na linha metropolitana, fica entre a Great Portland Street e a Finchley Road. Na linha Bakerloo fica entre Regent's Park e Marylebone, e na linha Jubilee fica entre Bond Street e St. John's Wood.

## História
Esta estação é uma das estações originais da rede. Foi originalmente construído desde 1863, quando a primeira linha, as linhas Metropolitan line - agora as linhas Circle e Hammersmith & City - abriram. A partir daqui, a linha foi posteriormente estendida para os subúrbios. A segunda linha, a linha Bakerloo foi aberta daqui até Waterloo. Em 1925, a estação foi reconstruída e a linha Metropolitana adquiriu novas plataformas. Em 1979, a linha Jubilee abriu em Charing Cross (agora fechada), absorvendo a seção da linha Bakerloo em Stanmore.
Nos anos seguintes, extensões da linha foram feitas em ambas as extremidades com conexões de Paddington para a GWR's Hammersmith and City Railway (H&CR) e em Gloucester Road para a District Railway (DR). A partir de 1871, o MR e o DR operaram um serviço conjunto Inner Circle entre Mansion House e Moorgate Street.
Em abril de 1868, a Metropolitan & St John's Wood Railway (M&SJWR) abriu uma ferrovia de via única no túnel para Swiss Cottage de novas plataformas em Baker Street East (que eventualmente se tornaram as atuais plataformas da linha metropolitana). A linha era trabalhada pela RM com um trem a cada 20 minutos. Uma junção foi construída com a rota original em Baker Street, mas não havia trens diretos depois de 1869.